# El Carmen (metropolitana di Madrid)
El Carmen è una stazione della linea 5 della metropolitana di Madrid.
Si trova sotto alla Calle de Alcalá, tra le vie Alcalde López Casero e Jose María Fernández Lanseros, nel distretto di Ciudad Lineal.

## Storia
La stazione fu inaugurata il 28 maggio 1964 in corrispondenza dell'ampliazione della linea 2 dalla stazione di Ventas a quella di Ciudad Lineal. Infatti questo nuovo tratto faceva parte della linea 2; solo il 2 marzo 1970 fu incorporato alla linea 5.

## Accessi
Vestibolo Alcalde López Casero
- J. Villena: Calle de Alcalá 258 (angolo con Calle de José Villena)
- Alcalde López Casero: Calle del Alcalde López Casero 2 (semiangolo con Calle de Alcalá)

Vestibolo Hermanos Fernández Lanseros aperto dalle 6:00 alle 21:40
- Hermanos Fernández Lanseros: Calle de Alcalá 234 (angolo con Calle de José María Fernández Lanseros)
- Raquel Meyer: Calle de Alcalá 259 (angolo con Calle de Raquel Meyer)